# Cedry Wielkie (gmina)
Cedry Wielkie (daw. gmina Miłocin) – gmina wiejska w województwie pomorskim, w powiecie gdańskim. Siedzibą gminy są Cedry Wielkie. W latach 1975–1998 gmina położona była w województwie gdańskim.
W skład gminy wchodzi 13 sołectw: Błotnik, Cedry Małe, Cedry Wielkie, Długie Pole, Giemlice, Kiezmark, Koszwały, Leszkowy, Miłocin, Stanisławowo, Trutnowy, Trzcinisko i Wocławy.
W latach 50. XX wieku na terenie gminy znajdowało się ponad 20 domów podcieniowych. Zaczęły one jednak znikać z krajobrazu Żuław Gdańskich. Obecnie na terenie gminy znajdują się 3 takie zabytki, które znajdują się w miejscowościach Trutnowy, Koszwały i Miłocin.
Według danych z roku 2025 gmina Cedry Wielkie ma obszar 123,87 km²

## Demografia
Tab. 1. Dane z 30 czerwca 2024:
| Opis                              | Ogółem | Ogółem | Kobiety | Kobiety | Mężczyźni | Mężczyźni |
| --------------------------------- | ------ | ------ | ------- | ------- | --------- | --------- |
| Jednostka                         | osób   | %      | osób    | %       | osób      | %         |
| Populacja                         | 6838   | 100    | 3442    | 50,3    | 3396      | 49,7      |
| Gęstość zaludnienia [mieszk./km²] | 53,0   | 53,0   | 27,79   | 27,79   | 27,42     | 27,42     |

Według danych z 30 czerwca 2024 gminę zamieszkiwało 6838 osób, 31 grudnia 2023 – 6585 osób, 31 grudnia 2010 – 6505 osób, w końcu 2011 – 6536 osób, w końcu 2015 – 6691 osób, 31 grudnia 2017 – 6979 osób, 31 grudnia 2020 - 6639 osób, a 31 grudnia 2021 – 6641 osób.

## Miejscowości

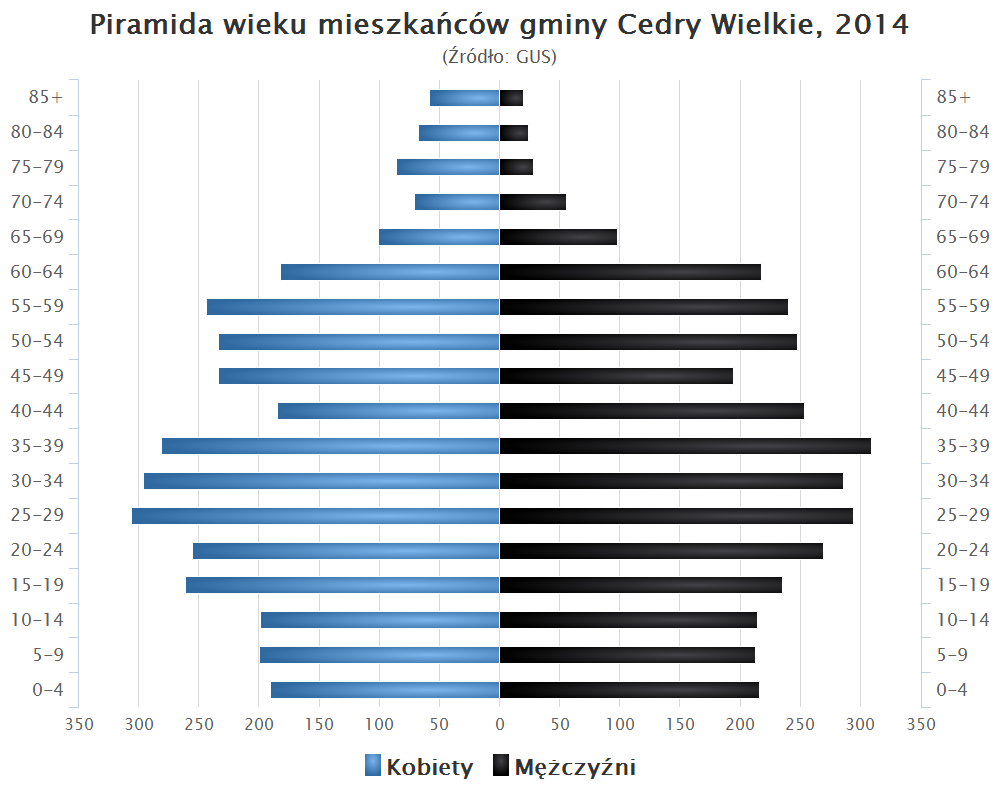
Piramida wieku mieszkańców gminy Cedry Wielkie w 2014

| Tab. 2. Miejscowości podstawowe oraz ich integralne części w administracji gminy Cedry Wielkie, z wyrażeniem ich położenia geograficznego. | Tab. 2. Miejscowości podstawowe oraz ich integralne części w administracji gminy Cedry Wielkie, z wyrażeniem ich położenia geograficznego. | Tab. 2. Miejscowości podstawowe oraz ich integralne części w administracji gminy Cedry Wielkie, z wyrażeniem ich położenia geograficznego. | Tab. 2. Miejscowości podstawowe oraz ich integralne części w administracji gminy Cedry Wielkie, z wyrażeniem ich położenia geograficznego. | Tab. 2. Miejscowości podstawowe oraz ich integralne części w administracji gminy Cedry Wielkie, z wyrażeniem ich położenia geograficznego. |
| Identyfikator SIMC | Nazwa miejscowości | Rodzaj miejscowości | Miejscowość podstawowa | Położenie geograficzne |
| --- | --- | --- | --- | --- |
| 0159597 | Błotnik | wieś | | 54°16′53″N 18°53′53″E/54,281389 18,898056                                                                                                  |
| 0159605 | Błotnik Drugi | część wsi | Błotnik | 54°16′57″N 18°53′49″E/54,282500 18,896944                                                                                                  |
| 0159611 | Błotnik Pierwszy | część wsi | Cedry Małe | 54°16′35″N 18°52′39″E/54,276389 18,877500                                                                                                  |
| 0159628 | Cedry Małe | wieś | | 54°16′29″N 18°52′25″E/54,274722 18,873611                                                                                                  |
| 0159634 | Cedry Małe-Kolonia | część wsi | Cedry Małe | 54°17′16″N 18°50′43″E/54,287778 18,845278                                                                                                  |
| 0159640 | Cedry Wielkie | wieś | | 54°14′56″N 18°50′43″E/54,248889 18,845278                                                                                                  |
| 0159657 | Długie Pole | wieś | | 54°13′03″N 18°51′57″E/54,217500 18,865833                                                                                                  |
| 0159663 | Giemlice | wieś | | 54°12′37″N 18°50′47″E/54,210278 18,846389                                                                                                  |
| 0159670 | Kiezmark | wieś | | 54°15′20″N 18°55′54″E/54,255556 18,931667                                                                                                  |
| 0159692 | Koszwały | wieś | | 54°17′39″N 18°48′19″E/54,294167 18,805278                                                                                                  |
| 0159717 | Leszkowy | wieś | | 54°13′48″N 18°54′20″E/54,230000 18,905556                                                                                                  |
| 0159723 | Miłocin | wieś | | 54°16′05″N 18°48′52″E/54,268056 18,814444                                                                                                  |
| 0159700 | Miłocin | część wsi | Koszwały | 54°17′14″N 18°49′01″E/54,287222 18,816944                                                                                                  |
| 0159686 | Serowo | część wsi | Kiezmark | 54°14′44″N 18°55′16″E/54,245556 18,921111                                                                                                  |
| 0159730 | Stanisławowo | wieś | | 54°15′56″N 18°46′42″E/54,265556 18,778333                                                                                                  |
| 0159798 | Szerzawa | osada | Trzcinisko | 54°17′53″N 18°51′45″E/54,298056 18,862500                                                                                                  |
| 0159746 | Trutnowy | wieś | | 54°14′44″N 18°48′49″E/54,245556 18,813611                                                                                                  |
| 0159752 | Trutnowy Drugie | część wsi | Trutnowy | 54°13′58″N 18°49′27″E/54,232778 18,824167                                                                                                  |
| 0159769 | Trutnowy Pierwsze | część wsi | Trutnowy | 54°14′09″N 18°47′46″E/54,235833 18,796111                                                                                                  |
| 0159775 | Trutnowy Trzecie | część wsi | Trutnowy | 54°14′25″N 18°47′06″E/54,240278 18,785000                                                                                                  |
| 0159781 | Trzcinisko | wieś | | 54°18′20″N 18°52′49″E/54,305556 18,880278                                                                                                  |
| 0159806 | Wocławy | wieś | | 54°17′01″N 18°46′22″E/54,283611 18,772778                                                                                                  |
| Źródła: Wykaz urzędowych nazw miejscowości i ich części(xls),Zbiory danych państwowego rejestru nazw geograficznych -2025-07-13            | | | | |

## Sąsiednie gminy
Gdańsk, Ostaszewo, Pruszcz Gdański, Stegna, Suchy Dąb